# Cráter Azul
Cráter Azul, Petén es uno de los nacimientos de agua del Río La Pasión, en el municipio de las Cruces, en el departamento de Petén, Guatemala. Las fuentes naturales de este lugar son color azul marino o turquesa, y debido a su agua cristalina se puede observar todo el jardín subacuático que se encuentra en su fondo.

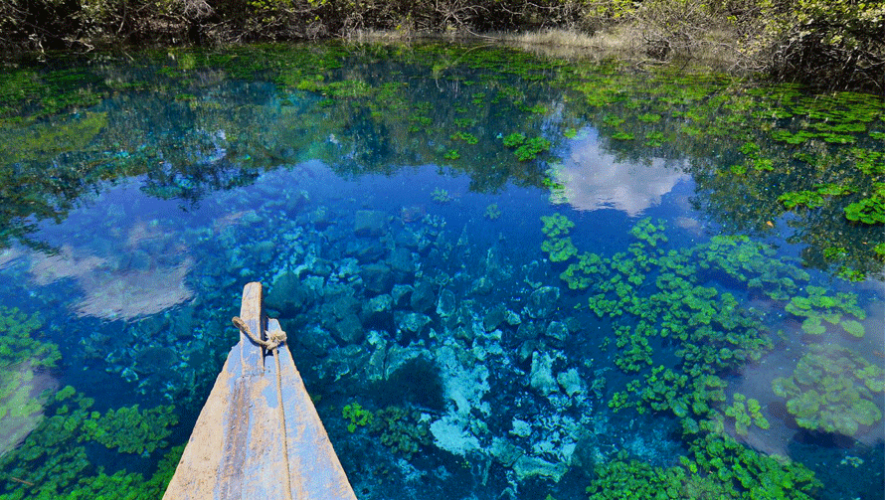
Cráter Azul, Petén

## Ubicación
Se ubica a pocos kilómetros de la cabecera del municipio de las Cruces, y la de Sayaxche, Petén, se toma lancha desde las riveras del rio la pasión en la entrada de Sayaxché para luego tener un viaje placentero en lacha con un recorrido donde veras el inicio de muchos afluentes de agua y también puedes entrar por el caserío los josefinos.

## Profundidad
Sus orillas son poco profundas, pero en el centro podemos encontrar una profundidad aproximadamente de 5 a 7 metros (según la época del año).

## Origen del nombre
Su nombre proviene de la forma que posee de un cráter y del color azul del agua.
Es catalogado como un buen lugar para practicar buceo y snorkeling.

## Flora
Se pueden encontrar ninfas, ocres verdes y rojos que dan la apariencia de un bosque sumergido.